# Каприје
Каприје је острво с истоименим насељем у Јадранском мору, које се налази у шибенском архипелагу у средишњој Далмацији, Хрватска. Површина острва износи 7,11 km², док дужина обале износи 25,211 km. Највиша тачка острва, врх Вела главица досеже висину од 132 m. Налази се између острва Змајан и Какан, од којих их одваја Змајански односно Какански канал. Висина неколико узвишења која се налазе на острву се повећава од северозападног према југоисточном делу острва, где се и налази Вела главица. Узвишења су међусобно одељена попречним и уздужним долинама. На острву обраслом макијом и ниском боровом шумом нема извора воде. У долинама на мањим површинама се налазе мањи насади маслина и виногради. Једино насеље, Каприје лежи на југозападној обали острва. Заселак Медош на северозападној обали повремено насељавају сељаци с острва Муртера, који на острву поседују обрадиву земљу. На острву се налазе два светионика, од којих се један налази на улазу у луку насеља Каприје и одашиље светлосни сигнал B Bl 3s, док се други налази на рту Лемеш и одашиље светлосни сигнал Z Bl 3s.

## Историја
Некада је острво било обрасло шумом, које су посеченa, за потребе производње кречa који се продавао у Шибенику. Острво је у 14. веку било посед фамилије Љубић, а од 1500. године припадало је фамилији Дивић (итал. Difinico). Први стални становници су се на острво населили у 15. веку — од 1510. године на острво су почеле пристизати избеглице с копна, које су бежале пред турским освајањима. Црква у насељу Каприје је подигнута између 16. и 17. века, а 1801. године је обновљена и проширена.